# Мелентий (Вуяхевич-Высочинский)
Архимандрит Мелентий (в миру Михаил Вуяхевич-Высочинский; 1625 — 6 февраля 1697, Киев) — западнорусский политический деятель и дипломат второй половины XVII века, представитель генеральной старшины Войска Запорожского, позднее архимандрит Киево-Печерской лавры (1691—1697).

## Биография
Выходец из православного шляхетского рода с Галиции. Окончил школьный курс, вероятно, в Киево-Могилянском коллегиуме. Несколько лет служил писарем в Лавре.
В 1661—1663 годы занимал пост генерального писаря при наказном гетмане Войска Запорожского на Левобережной Украине Якиме Сомко.
В 1663 году вëл переговоры с русским посланником Е. Ладыженским. В том же году Яким Сомко поручил ему посольство к князю Григорию Ромодановскому для решения вопроса о совместном противостоянии Юрия Хмельницкому.
После падения Якима Сомко Вуяхевич-Высочинский был сослан в Москву, а потом в Сибирь.
Однако в 1667 по ходатайству гетмана Правобережной Украины Петра Дорошенко освобождëн.
С 1668 года генеральный писарь у Петра Дорошенко.
В 1672 и 1675 годы побывал в Турции, где принимал участие в переговорах турецкого падишаха с представителями Русского царства, Левобережной Украины, Пруссии и Речи Посполитой.
В 1670 году возглавил делегацию Правобережной Украины в город Острог на переговорах с представителями польского правительства, где ставился вопрос о возобновлении Гадячского договора 1658 года.
После заключения Бучачского мира 1672 года Вуяхевич-Высочинский отправился с посольской миссией в Стамбул.
После отречения Петра Дорошенко от гетманства в 1676 году перешëл на Левобережную Украину, стал войсковым товарищем.
В начале 1678 гетман Ивана Самойлович стал поручать ему первые официальные поручения.
В 1683 году был назначен на должность генерального судьи, на этом посту находился до начала 1691; в 1687 году участвовал в заговоре генеральной старшины против Ивана Самойловича.
Новый гетман Иван Мазепа одарил его значительными поместьями, а уезжая в Москву в 1689, оставил Вуяхевича-Высочинского наказным гетманом.
В 1690 году Михаил Вуяхевич-Высочинский побывал в Москве, где ему был пожалован чин стольника.
В феврале 1691 году в результате политических разногласий с Иваном Мазепой по вопросу участия Гетманщины в антитурецкой коалиции «Священная лига» оставил пост генерального судьи.
В том же году оставив политические дела, принял монашество и позже был избран архимандритом Киево-Печерской лавры.
Ставленую грамоту от московского патриарха Адриана получил в феврале 1693 года. Будучи архимандритом, значительное внимание уделял хозяйственным делам Лавры, а также деятельности Киево-Печерской типографии.
Умер 6 февраля 1697 года в Киеве.